# Wiesenberg
Wiesenberg (ukr. Візенберг) – dawna wieś na Ukrainie, w rejonie żółkiewskim obwodu lwowskiego.
Miejscowość została założona w dobrach kameralnych Mierzwickich w procesie kolonizacji józefińskiej przez osadników niemieckich (zobacz: Niemcy galicyjscy) wyznania rzymskokatolickiego w 1786. Planowano tu budowę kościoła katolickiego, do czego jednak nie doszło.
W II Rzeczypospolitej do 1934 samodzielna gmina jednostkowa. Następnie należała do zbiorowej wiejskiej gminy Mokrotyn w powiecie żółkiewski w woj. lwowskim. Zarządzeniem ministra spraw wewnętrznych z 4 maja 1939 ustalono dla miejscowości Wiesenberg nazwę Czerwony Kamień.
W 1940 miejscowa ludność niemiecka została wysiedlona w ramach akcji Heim ins Reich. Po wojnie wieś weszła w struktury administracyjne Związku Radzieckiego.